# Julien Wanders
Pour les articles homonymes, voir Wanders.
Julien Wanders, né le 18 mars 1996 à Genève, est un athlète franco-suisse, qui concourt pour la Suisse, spécialiste des courses de fond et de demi-fond. Il fait partie du Team Asics.

## Biographie
Né le 18 mars 1996 à Genève, Julien Wanders grandit dans une famille de musiciens professionnels, sa mère Bénédicte Moreau est violoniste à l'Orchestre de la Suisse romande et son père André violoncelliste y œuvre comme remplaçant. Il débute l'athlétisme à l'âge de cinq ans, avant de se spécialiser dans les courses de fond et de demi-fond à quinze ans.
Après avoir obtenu sa maturité gymnasiale, Julien Wanders prend la décision de partir s'entraîner à Iten au Kenya.
Il se marie le 28 décembre 2023 avec son amie « Kolly ».

## Carrière

### 2016-2017: premiers records et victoires en Suisse
Après avoir manqué la qualification pour les Jeux olympiques de 2016, il bat, en décembre 2016 lors de la Corrida de Houilles, le record de Suisse du 10 km sur route, jusqu’alors détenu par Markus Ryffel.
Le 19 mars 2017, il s'empare du record de Suisse des moins de 23 ans de semi-marathon à Milan, en Italie avec un temps de 1 h 1 min 43 s, soit 3 min 27 s de mieux que la précédente référence de Viktor Röthlin et à seulement 59 s du record de Suisse de Tadesse Abraham, alors qu’il courait pour la première fois sur cette distance.
Ratant la qualification pour les mondiaux 2017, Julien Wanders retourne au Kenya préparer sa fin de saison 2017, avant de porter son record de Suisse du 10 km sur route à 28 min 13 s, terminant troisième d'une course remportée par Joshua Cheptegei. Durant l'automne, il remporte plusieurs courses en ville en Suisse, dont la Corrida bulloise et la course de l'Escalade, puis améliore à nouveau son record de Suisse du 10 km sur route à l'occasion de sa victoire à la Corrida de Houilles, faisant également sien le record de France de la distance avec un temps de 28 min 2 s.

### 2018-2019: records d'Europe et du monde
Le 11 février 2018, Julien Wanders termine 2e du semi-marathon de Barcelone en 1 h 0 min 9 s, battant ainsi le record d'Europe espoir de la discipline et le record de Suisse. Le 5 juillet, il termine 13e et dernier du 5 000 mètres à Athletissima en 13 min 36 s 24. Le 7 août, Wanders termine 7e du 10 000 mètres aux Championnats d'Europe d'athlétisme en 28 min 22 s 02. 4 jours plus tard, le 11 août, il termine 8e du 5 000 mètres lors de ces mêmes Championnats d'Europe d'athlétisme en 13 min 24 s 79 et réalise sa meilleure performance sur cette distance. Le 14 octobre, à Durban, Julien Wanders bat le record d'Europe du 10 km sur route en 27 min 32 s, améliorant de deux secondes l'ancienne marque détenue jusque-là par le Britannique Nick Rose. Le 17 novembre, il conserve son titre à la Corrida bulloise, en battant le record du parcours avec un temps de 22 min 27 s sur les huit kilomètres de la course, délogeant l’Autrichien Günther Weidlinger des tabelles. Une semaine plus tard, le 24 novembre, Wanders remporte pour la deuxième fois consécutive la Course urbaine de Bâle en 21 min 23 s avec un nouveau record du parcours. Le 2 décembre, il remporte pour la deuxième fois de suite la Course de l'Escalade en 20 min 46 s avec également un nouveau record du parcours. Le 30 décembre, il remporte à nouveau pour la deuxième fois la Corrida de Houilles, en améliorant son record sur 10 kilomètres sur route de 7 s, en l’établissant à 27 min 25 s.
Le 8 février 2019, Wanders termine quatrième en 59 min 13 s du semi-marathon de Ras el Khaïmah, aux Émirats arabes unis. Il réalise lors de cette course un nouveau record d'Europe du semi-marathon détenu depuis le 22 mars 2015 par Mohamed Farah. Il s'agit également du meilleur temps jamais réussi par un non-Africain. Au niveau planétaire, Wanders est désormais le 38e performeur de tous les temps. Le 17 février 2019, il bat le record du monde du 5 kilomètres en 13 min 29 s à Monaco.
Pour sa première course sur piste en Ligue de diamant, Wanders court le 10 000 mètres du meeting de Stockholm, et termine 6e de la course, en pulvérisant de plus de 20 secondes son record sur la distance en 27 min 44 s 36, et améliore par la même occasion le record de Suisse auparavant détenu par Christian Belz d’une dizaine de secondes. Le 9 juin, il termine 8e du 5 000 mètres lors des Fanny Blankers-Koen Games à Hengelo, aux Pays-Bas en 13 min 19 s 78. Le 5 juillet, il bat son record sur 5 000 mètres en 13 min 13 s 84 lors du meeting Athletissima à Lausanne. 4 jours plus tard, le 9 juillet, il court le 3 000 mètres en 7 min 43 s 62 à Lucerne et abaisse son record personnel sur cette distance. Le 17 juillet, Wanders améliore son record de Suisse du 10 000 mètres en courant en 27 min 17 s 29 à Hengelo, aux Pays-Bas. Il s'agit également de la sixième meilleure performance européenne de l’histoire sur la distance. Le 3 août, il court le 1 500 mètres en 3 min 39 s 30 à Berne lors du meeting international Citius. Le 29 août, Wanders termine à une décevante dernière place du 5 000 mètres lors du Weltklasse Zurich 2019 en 13 min 45 s 18 loin derrière sa meilleure performance de la saison. Le 29 septembre, il est éliminé en séries du 5000 mètres des championnats du monde de Doha. Quelques jours plus tard, il abandonne à mi-course sur le 10 000 mètres.
Le 1er décembre et pour la troisième fois consécutive, Wanders termine 1er de la Course de l'Escalade. Il réalise un temps de 20 min 39 s ce qui établit par la même occasion un nouveau record du parcours. Il bat des adversaires redoutables comme le meilleur performeur mondial de l'année sur 5'000 mètres, l'Éthiopien Telahun Bekele. Durant les Championnats d'Europe de cross-country à Lisbonne, au Portugal, il est dans la course aux médailles jusqu'à la mi-parcours où il ralentit un peu le rythme. Il termine finalement 4e de ces championnats, la course étant remportée par le Suédois Robel Fsiha, qui sera ultérieurement déchu de son titre pour cause de dopage. Il termine devant le tenant du titre Filip Ingebrigtsen et le Britannique Andrew Butchart.
Le 14 décembre, Julien prend d'assaut la Course Titzé de Noël. Après seulement 1 kilomètre, ils sont 4 aux avant-postes et au passage du 3e km, ils ne sont plus que deux. Il passe au 5 kilomètres en 13 min 50 s. Il termine à seulement 9 centièmes du record du parcours de Titus Mbishei, alors que le pavé était mouillé.

### 2020: nouveau record d'Europe du 10 km

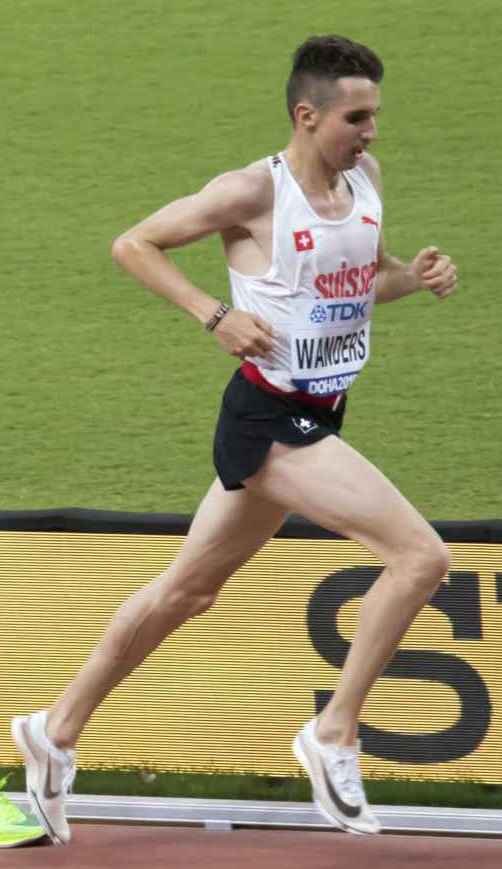
Julien Wanders aux championnats du monde de Doha en 2019.

Le 12 janvier, Wanders abaisse son record d'Europe lors du 10 kilomètres de Valence terminant troisième de la course en 27 min 13 s derrière les Kényans Rhonex Kipruto et Benard Kimeli. Dans cette course, il passe au 5e kilomètres en 13 min 25 s, soit plus rapide que son record du monde plus tôt établie. Peu après la course, il annonce qu'il va courir pour la deuxième année d’affilée le semi-marathon de Ras el Khaïmah.
Le 16 février 2020, son record d'Europe du 5 kilomètres est battu par le français Jimmy Gressier.
Le 17 mars 2023, le même Jimmy Gressier bat son record d'Europe du 10 kilomètres et le descend à 27 min 07 s . La même année, Étienne Daguinos ramène ce record à 27 min 04 s.
Le 21 février 2020, il participe comme prévu au semi-marathon de Ras el Khaïmah. Il échoue par contre dans sa tentative de battre son record d'Europe et de passer sous les 59 minutes. Durant la course, il doit pousser le rythme, car les meneurs d'allures ont de la difficulté à tenir. Il termine 11e après 1 h 0 min 46 s de course.
Lors de la saison sur piste 2020, Wanders participe à deux 5 000 mètres réalisant des performances de 13:49 et 13:34 respectivement. Après ces résultats décevants sur piste, il prend part aux Championnats du monde de semi-marathon à Gdynia mais ne prend qu'une modeste 21e position en 1h 00min 46s.
Début décembre, Wanders annonce être entraîné par le célèbre coach italien, Renato Canova, mettant ainsi un terme à sa relation avec son entraîneur historique, Marco Jäger. Cette nouvelle collaboration démarre bien avec une 8e place au semi-marathon de Valence le 6 décembre en 59min 55s dans une course où le Kenyan Kibiwott Kandie pulvérise le record du monde en 57min 32s.

### 2021: une année de changements et de blessures
En février 2021, Wanders quitte la NN Running Team et officialise son passage chez Asics. A quelques mois des Jeux Olympiques de Tokyo, il a ainsi changé d'entraîneur et d'équipementier, ce qui est un pari risqué. Wanders ne dispute aucune course durant les trois premiers mois de l'année en raison d'une blessure à l'ischio-jambier. En avril, il participe à un 5 km organisé à Morton par son sponsor dans l'espoir de récupérer le record d'Europe sur la distance. Mais, amoindri par une pneumonie en amont de la course, il ne termine que 8e dans le décevant chrono de 14min 13s.
Fin mai, il effectue une rentrée timide sur piste en réalisant 3min 46s 74 sur 1 500m et 7min 56s 21 sur 3 000m, deux chronos loin de ses records. Quelques jours plus tard, il remporte le semi-marathon de Verbania dans le modeste temps de 1h 02min 42s. Fin juin, il achève sa préparation aux Jeux Olympiques par un décevant 5 000m conclu à la 14e position en 13min 57s 61. Dans la lignée de ces résultats, il réalise une nouvelle contre-performance aux Jeux Olympiques de Tokyo, terminant 21e du 10 000m à plus d'un tour du vainqueur, Selemon Barega. Après les Jeux, une IRM révèle une forte inflammation aux ischio qui aura pénalisé Wanders durant toute la saison. Le Suisse est contraint de s'arrêter plus d'un mois.
Wanders renoue avec la compétition début octobre à l'occasion des 10 km de Genève qu'il achève à la 11e place dans le temps de 28min 59s. Bien que débarrassé de sa blessure et auteur d'une encourageante 4e place à la Course de l'Escalade début décembre, il conclut sa saison par une 63e position aux Championnats d'Europe de cross-country à Dublin une semaine plus tard alors qu'il s'y présentait comme un candidat au podium.

### 2022: débuts manqués sur marathon et nouvelle blessure
En début d'année, si Wanders n'est pas encore revenu à son meilleur niveau, il réalise des performances encourageantes. Le 9 janvier, il se classe 11e du très relevé 10 km de Valence en 28min 14s. Puis, le 27 février, il termine 6e du semi-marathon de Naples dans le temps de 1h 00min 28s après avoir accompagné les leaders jusqu'au 15e kilomètre. 
En mars, Wanders annonce sa participation au marathon de Paris. Malgré une préparation sans pépins physiques, ses grands débuts sur la distance ne se déroulent pas comme il l'espérait en raison de problèmes digestifs qui l'obligent à s'arrêter à trois reprises après le 10e kilomètre puis l'empêchent de s'alimenter et de s'hydrater jusqu'au 35e kilomètre. Victime d'une défaillance, il achève la course à la 18e place en 2h 11min 52s.  
En mai, le Suisse annonce souffrir d'une fracture de fatigue au sacrum qui le prive de la saison sur piste.  
Il effectue son retour à la compétition en septembre lors du semi-marathon de Copenhague qu'il termine 41e en 1h 03min 47s. Après la course, Wanders expliquera avoir été diminué par une grippe survenue peu avant l'épreuve.   
En fin de saison, Wanders décide de s'aligner au départ du marathon de Valence. Parti sur les bases de 2h06, il abandonne peu après le 30e kilomètre. Après la course, il déclare : « C’est dommage, j’ai eu une superbe préparation pour Valence. Malheureusement, je pense que j’ai attrapé froid dans l’avion et deux jours avant la course j’ai commencé à me sentir malade avec de la fièvre, mal de gorge, nez bouché, manque d’énergie… tout ce qu’on aime pas. J’ai tenu à prendre le départ parce que j’avais fait le voyage du Kenya, mais malheureusement à partir du 25e kilomètre (base de 2H06.30), je n’avais plus aucune énergie et j’ai donc mis le clignotant à 31 kilomètres. (…) C’est 2/3 années cauchemardesques pour moi, je suis au plus bas de ma carrière mais je continue à travailler dur, j’ai toujours autant de motivation, je sens que tout se remet en place mais que j’ai beaucoup de malchances dans les mauvais moments. Je vais rebondir, je vais revenir à mon niveau voir même meilleur qu’avant ! Je suis loin d’avoir dit mon dernier mot. Je n’ai que 26 ans, on sait qu’une carrière peut durer jusqu’à 45 ans donc à tout ceux qui me soutiennent : je veux leur dire merci et ne vous inquiétez pas je vais revenir au top !  ».   

## Palmarès
| Année | Compétition                            | Lieu                  | Résultat | Épreuve          |
| ----- | -------------------------------------- | --------------------- | -------- | ---------------- |
| 2016  | Corrida bulloise                       | Bulle                 | 4e       | Course populaire |
| 2016  | Course urbaine de Bâle                 | Bâle                  | 3e       | Course populaire |
| 2016  | Course de l'Escalade                   | Genève                | 4e       | Course populaire |
| 2016  | Corrida de Houilles                    | Houilles              | 6e       | 10 kilomètres    |
| 2017  | Durban 10k                             | Durban                | 3e       | 10 kilomètres    |
| 2017  | Championnats d'Europe par équipes      | Vaasa                 | 2e       | 5 000 mètres     |
| 2017  | Corrida bulloise                       | Bulle                 | 1er      | Course populaire |
| 2017  | Course urbaine de Bâle                 | Bâle                  | 1er      | Course populaire |
| 2017  | Course de l'Escalade                   | Genève                | 1er      | Course populaire |
| 2017  | Corrida de Houilles                    | Houilles              | 1er      | 10 kilomètres    |
| 2018  | Semi-marathon de Barcelone             | Barcelone             | 2e       | Semi-marathon    |
| 2018  | Championnats du monde de semi-marathon | Valence               | 8e       | Semi-marathon    |
| 2018  | Durban 10k                             | Durban                | 2e       | 10 kilomètres    |
| 2018  | Corrida bulloise                       | Bulle                 | 1er      | Course populaire |
| 2018  | Course urbaine de Bâle                 | Bâle                  | 1er      | Course populaire |
| 2018  | Course de l'Escalade                   | Genève                | 1er      | Course populaire |
| 2018  | Corrida de Houilles                    | Houilles              | 1er      | 10 kilomètres    |
| 2019  | Semi-marathon de Ras el Khaïmah        | Ras el Khaïmah        | 4e       | Semi-marathon    |
| 2019  | Monaco Run 5km Herculis                | Monaco                | 1er      | 5 kilomètres     |
| 2019  | Bauhaus-Galan                          | Stockholm             | 6e       | 10 000 mètres    |
| 2019  | Fanny Blankers-Koen Games              | Hengelo               | 8e       | 5 000 mètres     |
| 2019  | Championnats d'Europe par équipes      | Bydgoszcz             | 2e       | 5 000 m          |
| 2019  | Course de l'Escalade                   | Genève                | 1er      | Course populaire |
| 2019  | Championnats d'Europe de cross-country | Lisbonne              | 3e       | Cross-country    |
| 2019  | Course de Noël                         | Sion                  | 1er      | Course populaire |
| 2020  | 10 kilomètres de Valence               | Valence               | 3e       | 10 kilomètres    |
| 2021  | Jeux Olympiques de Tokyo               | Tokyo                 | 21e      | 10 000 mètres    |
| 2021  | Championnats d'Europe de cross-country | Dublin                | 63e      | Cross-country    |
| 2022  | 10 kilomètres de Valence               | Valence               | 11e      | 10 kilomètres    |
| 2022  | Semi-marathon de Naples                | Naples                | 6e       | Semi-marathon    |
| 2022  | Marathon de Paris                      | Paris                 | 14e      | Marathon         |
| 2022  | Marathon de Valence                    | Valence               | DNF      | Marathon         |
| 2023  | 10 kilomètres d'Ibiza                  | Ibiza                 | 9e       | 10 kilomètres    |
| 2024  | Sevilla Half Marathon                  | Séville               | 7e       | Semi-marathon    |
| 2024  | Marathon de Castellón (en)             | Castellón de la Plana | 16e      | 10 kilomètres    |

## Records
| Épreuve       | Performance             | Date            | Lieu           |
| ------------- | ----------------------- | --------------- | -------------- |
| 800 m         | 1 min 51 s 57           | 24 août 2019    | Bâle           |
| 1 000 m       | 2 min 36 s 15           | 4 mai 2013      | Lausanne       |
| 1 500 m       | 3 min 39 s 30           | 3 août 2019     | Berne          |
| 3 000 m       | 7 min 43 s 62           | 9 juillet 2019  | Lucerne        |
| 5 000 m       | 13 min 13 s 84          | 5 juillet 2019  | Lausanne       |
| 5 km          | 13 min 29 s             | 17 février 2019 | Monaco         |
| 10 000 m      | 27 min 17 s 29 (NR, NR) | 18 juillet 2019 | Hengelo        |
| 10 km         | 27 min 13 s             | 12 janvier 2020 | Valence        |
| Semi-marathon | 59 min 13 s (AR)        | 8 février 2019  | Ras el Khaïmah |
| Marathon      | 2 h 11 min 52s          | 3 avril 2022    | Paris          |